# Ноубліт
Ноубліт (рос. ноублит; англ. nobleite; нім. Nobleit m) — мінерал, водний борат кальцію.
Хімічна формула: Ca[B6O10]•4H2O або Ca[B6O9(ОН)2]•3H2O. Склад у % (з родов. Фарнес-Крік, США): CaO — 16,96; B2O3 — 60,80; H2O — 21,84. Домішки: Na2O (0,26); Fe2O3 (0,15); SrO (0,11); K2O (0,06); Li2O (0,02).
Сингонія моноклінна.
Утворює агрегати дрібних кристалів, ниркоподібні кірочки. Кристали таблитчасті, гексагональні або у вигляді ромбів до 3 мм.
Спайність по (100) досконала по (001) недосконала.
Густина 2,09.
Твердість 3-3,5.
Безбарвний. Кристали прозорі, в агрегатах білий.
Блиск слабкий скляний, на площинній спайності перламутровий полиск. Злам нерівний. Гнучкий, нееластичний. В шліфі безбарвний. Частково розчиняється у воді, добре — в кислотах.
Утворюється при вивітрюванні колеманіту.
Супутні мінерали: колеманіт, гіроніт, сасолін.
Зустрічається в родов. боратів Фарнес-Крік у Долині Смерті (штат Каліфорнія, США) разом з боронатрокальцитом, гоуеритом, мейєргоферитом, колеманітом, пандермітом.
Названий за прізвищем американського геолога Л. Ф. Ноубла (L.F.Noble), R.C.Erd, J.F.McAllister, A.C.Vlisidis,1961.
Синоніми: ноблеїт.